# 偏葉白齒蘚
偏葉白齒蘚（学名：Leucodon secundus）为白齒蘚科白齒蘚屬下的一个种。